# Деинституционализација
Деинституционализација у јавном сектору означава процес реформе од институција ка комуналним и алтернативним услугама. Реализују се под претпоставком да особама обухваћеним институционалном заштитом нега у институцији више није неопходна или да се услуге могу задовољити и у заједници клијента.